# (892) Seeligeria
(892) Seeligeria es un asteroide perteneciente al cinturón exterior de asteroides descubierto el 31 de mayo de 1918 por Maximilian Franz Wolf desde el observatorio de Heidelberg-Königstuhl, Alemania.
Está nombrado en honor del astrónomo alemán Hugo Hans von Seeliger (1849-1924).